# 尹克荣
尹克榮（윤극영，；1903年9月6日－1988年11月15日）本贯海平，是韓國的一位著名诗人、作词家、作曲家。

## 生平
1903年9月6日出生大韩帝国汉城府的一个书香门第，最初在首尔校洞初等学校、京畿高等學校和京城法学专门学校学习，1922年去日本東京音樂學校学习男高音和声乐课程，之后去了東京音樂學校学习小提琴课程，最后去了大阪音乐大学学习指挥家和和声。毕业后，在日本参加了色动会，结识了馬海松、方定煥等人，之后创作了《小白船》（半月）、《冰柱》、《元旦》、《铁路边的小屋》等30多首童谣。曾被评价为半月的鼻祖。1926年后来到中国东北，后在吉林省龙井市当教师。1945年韩国光复后，从中华民国河北省天津市回到首尔，此时他已经写了超过100部歌曲。1963年首尔教育大学评价他为最受尊敬的老师。1988年11月15日在首尔逝世。

## 评价
尹克荣与朴泰俊、洪蘭坡并称为朝鲜半岛童谣创作者先驱。